# Урень
Уре́нь — город (с 27 декабря 1973 года) в Нижегородской области России, административный центр Уренского района.

## Название
Топоним урень неоднократно встречался в Поволжье, его объясняют из тюркского ур, «ор» — ров, овраг, долина. Название по видимому перенесено переселенцами со старого места жительства.

## География
Город расположен в 167 км (по прямой) и 202 км (по автодороге) к северу от областного центра города Нижнего Новгорода на ш. Стоит на правом возвышенном берегу реки Усты.
Средняя температура января: −12,9° С, июля: +18,0° С.

## История
Известен с 1719 года как село Трёхсвятское. Население первоначально состояло из староверов, занималось подсечным земледелием, скотоводством. В XIX веке — кустарно-торговое село.
В июне 1918 года в Урене и окрестностях разгорелось антисоветское восстание в котором в вооруженном мятеже участвовало до 3 тысяч жителей, большинство из которых было старообрядцами.
C середины 1920-х годов открыто регулярное пассажирское сообщение по железной дороге.
Рабочий посёлок с 1959 года, город с 1973 года.

## Население
| 1916    | 1959    | 1970    | 1979    | 1989    | 1992    | 1996    | 1998    | 2000    |
| ------- | ------- | ------- | ------- | ------- | ------- | ------- | ------- | ------- |
| 1342    | ↗10 762 | ↘10 591 | ↗13 116 | ↗13 560 | ↘13 500 | ↘13 400 | ↘13 200 | →13 200 |
| 2001    | 2002    | 2005    | 2006    | 2007    | 2008    | 2009    | 2010    | 2011    |
| ↘13 100 | ↘12 558 | ↘12 200 | ↘12 000 | ↘11 800 | ↘11 759 | ↘11 635 | ↗12 304 | ↘12 276 |
| 2012    | 2013    | 2014    | 2015    | 2016    | 2017    | 2018    | 2019    | 2020    |
| ↘12 129 | ↘12 088 | ↘12 066 | ↗12 137 | ↗12 257 | ↗12 385 | ↘12 309 | ↘12 205 | ↗12 251 |
| 2021    |         |         |         |         |         |         |         |         |
| ↗12 450 |         |         |         |         |         |         |         |         |

На 1 января 2024 года по численности населения город находился на 850-м месте из 1119 городов Российской Федерации.

## Экономика

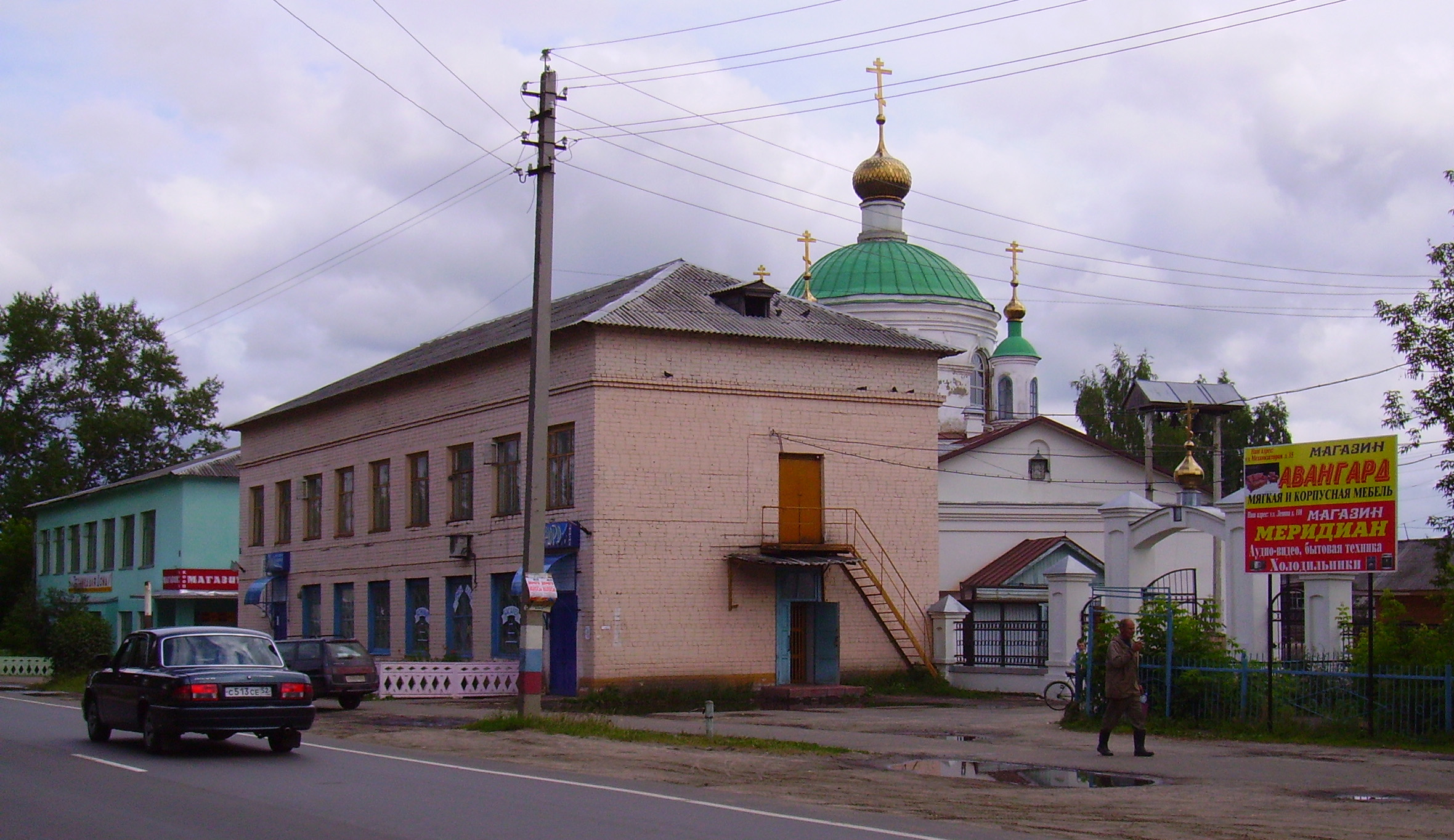
Храм Трёх Святителей

В городе действуют биохимический завод ПО «Оргхим», промкомбинат, выпускающий мебель, швейная фабрика, маслозавод, хлебозавод, ООО «Уренский леспромхоз».

### Транспорт
Урень — узел автомобильных дорог, где начинается автодорога Урень — Котлас. В городе находится железнодорожная станция Урень.

## Известные люди, связанные с городом
В городе бывали Павел Мельников-Печерский, Алексей Писемский, Михаил Пришвин, Галина Николаева, Сергей Шаповалов.
Возле Уреня в деревне Климов Починок жил известный русский сказочник Михаил Сказкин (Лебедев), Евгений Соловьев.
Б. Н. Ширяев в своей книге «Неугасимая лампада» в 3-й части пишет со слов Алексея Ниловича, как зимой 1918/1919 годов село было освобождено Красной армией («Уренский поход»), уничтожено крестьянское самоуправление («Уренское царство»), арестован избранный крестьянами «царь» — житель села Пётр Алексеевич, а в Урене установлена советская власть. События Уренского мятежа описаны также в книге Владимира Киселёва «Раздрай». Настоящее имя «Уренского царя» — Иван Несторович Иванов, в городе Урень до сих пор проживают его родственники.